# Meeting Across the River
"Meeting Across the River" je pjesma Brucea Springsteena s albuma Born to Run iz 1975. Nalazi se i na B-strani pjesme "Born to Run".
Pjesma je opis mračnog junaka s pratnjom trube i klavira te kontrabasa jazz veterana Richarda Davisa.
Stihovi opisuju nesretnog sitnog kriminalca koji dobiva posljednju priliku za uspjeh za sebe i svojeg prijatelja, Eddieja, koja uključuje sastanak s čovjekom na drugoj obali rijeke. Pripovjedač zvuči očajno; treba spaliti neki novac i Eddiejev prijevoz, dok mu djevojka prijeti da će ga ostaviti jer je založio njen radio. Detalji su nejasni, ali posljedice u slučaju neuspjeha izgledaju vrlo ozbiljno, a mračni ton pjesme ne implicira da neće uspjeti. Stihovi upućuju na to da muškarac uopće nije kvalificiran za takav zločin; međutim, obećanje velike isplate i pomisao da bi djevojka zbog toga mogla ostati s njim, izaziva ga da se upetlja u nešto što je iznad njegove razine. Na prvotnim primjercima albuma Born to Run pjesma se zvala "The Heist", sugerirajući što čovjek s druge strane rijeke traži od pripovjedača i Eddieja.
Pjesma je na koncertima često izvođena u paru s "Jungleland", iako bez trube Randyja Breckera iz originalne pjesme i sa stalnim basistom Garryjem Tallentom. 1997. ju je obradio Syd Dtraw.
Pjesma je bila inspiracija za knjigu nazvanu Meeting Across the River: Stories Inspired by the Haunting Bruce Springsteen Song. Knjiga je kolekcija 21 fikcionalne kratke priče raznih autora koje su uredili Jessica Kaye i Richard Brewer.

## Vanjske poveznice
- Stihovi "Meeting Across the River"  Arhivirana inačica izvorne stranice od 9. ožujka 2009. (Wayback Machine) na službenoj stranici Brucea Springsteena